# Martina Gedeck

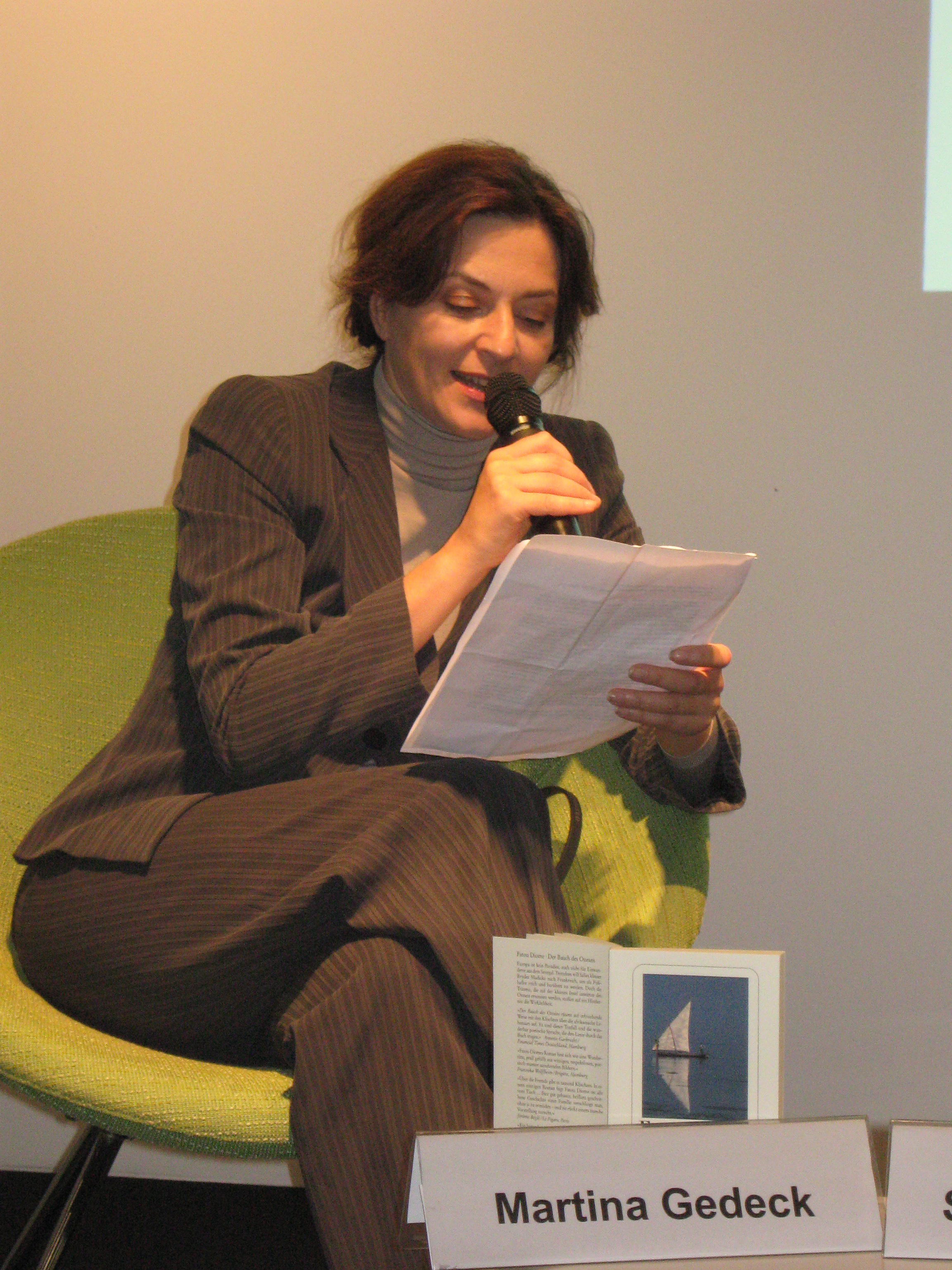
Martina Gedeck på bokmässa i Frankfurt 2008.

Martina Gedeck, född 14 september 1961 i München, är en tysk skådespelerska. I den oscarsbelönade långfilmen De andras liv har hon den kvinnliga huvudrollen, då hon spelar en östtysk teaterskådespelerska vid namn Christa Maria Sieland.
I filmen Der Baader Meinhof Komplex från 2008 spelar hon Ulrike Meinhof.

## Filmografi (urval)
- 1994 – Den åtråvärde mannen
- 1997 – Rossini
- 2001 – Bella Martha
- 2006 – Elementarpartiklar
- 2006 – De andras liv
- 2006 – Den innersta kretsen
- 2008 – Der Baader Meinhof Komplex